# Морфологія української мови
Морфологія — це розділ мовознавства, що вивчає частини мови.
Усього в українській мові є 3 види частин мови:

## 1) Самостійні частини мови
Іменник (Хто? Що? )
Прикметник (Який? Чий?)
Числівник (Скільки? Котрий?)
Займенник: (Хто? Що? Який? Чий? Скільки? Котрий?)
Дієслово (Що робити? Що зробити?)
Прислівник (Як? Коли? Де? Куди? Звідки? Для чого? Навіщо? Чому? Яким способом? Наскільки?)

## 2) Службові частини мови: (відповідають на запитання)
Прийменник: служить для зв’язку слів у словосполученні (у, в, на, до, над, з, із, за, біля, перед, при, під, від, до, для, без, над, між)                                           
Наприклад: Ще в дитинстві я ходив у ліс.
Сполучник: служить для зв’язку однорідних членів, простих речень у складному (і, а, ні, та, зате, однак, через те що,)                                  
Наприклад: У неї очі – як сонце.
Частка: надає словам чи реченням додатковий смисл (будь-, -небудь, казна-, хтозна-, бозна-...)                                                                    
Наприклад: Тільки той ненависті не знає, Хто цілий вік нікого не любив (Леся Українка).

## 3) Окремі частини мови
Вигук: виражає почуття.